# Hội chứng trùng lặp 1q21.1
Hội chứng trùng lặp 1q21.1 là một quang sai hiếm gặp của nhiễm sắc thể số 1.
Bên cạnh hội chứng trùng lặp, còn có một hội chứng mất đoạn 1q21.1. Mặc dù có hai hoặc ba bản sao của một phần tương tự của DNA trên một vị trí cụ thể có hội chứng sao chép, có một phần DNA bị thiếu với hội chứng mất đoạn trên cùng một điểm. Văn học đề cập đến cả việc mất và trùng lặp là các biến thể số bản sao (CNV) 1q21.1.
CNV dẫn đến một biến rất kiểu hình và các biểu hiện ở cá nhân là khá thay đổi.  Một số người mắc hội chứng có thể hoạt động một cách bình thường, trong khi những người khác có triệu chứng chậm phát triển tâm thần và dị thường thể chất khác nhau.

## Triệu chứng
Các triệu chứng được công nhận hiện nay bao gồm:
- Tự kỷ hoặc hành vi tự kỷ
- ADHD
- Không khả năng học tập
- Đầu rộng
- Xuất hiện khuôn mặt dị dạng - mềm
- Trán lỗi lạc
- Đôi mắt cách nhau xa hơn (Tật hốc mắt xa)
- Khớp lỏng
- GERD (Bệnh trào ngược dạ dày thực quản)
- Rối loạn giấc ngủ
- Ngừng thở khi ngủ
- Các bộ phận kém phát triển của não - thể chai và tiểu não
- Bài diễn văn và chậm phát triển
- Dị dạng chiari của não
- Khuyết tật tim bẩm sinh
- Giảm huyết áp

Không rõ liệu danh sách các triệu chứng đã hoàn thành hay chưa. Rất ít thông tin được biết về hội chứng. Triệu chứng có thể khác nhau giữa các cá nhân, ngay cả trong cùng một gia đình.

## Nguyên nhân
Hội chứng nhân trùng lặp nhiễm sắc thể 1q21.1 là một tình trạng hiếm gặp do sự xuất hiện của một bản sao bổ sung của một đoạn nhiễm sắc thể nhỏ, 1 trong các tế bào của cơ thể. Các dấu hiệu và triệu chứng có thể khác nhau giữa các cá nhân bị ảnh hưởng.